# José Juan Figueiras
José Juan Figueiras García (Vigo, Pontevedra, España, 31 de diciembre de 1979) es un futbolista español el cual juega en la posición de portero. Su club es el Athletic Club Torrellano de la Tercera Federación.

## Trayectoria
Jugó en las categorías inferiores del Club Colegio Hogar San Roque. Debutó en la Primera División española la temporada 2003/04 con el Celta de Vigo. La temporada 2005/06 fue el portero menos goleado de la Segunda División B de España con el CD Ourense. Firmó con el CF Ciudad de Murcia y siguió con el club cuando el traslado a Granada y posterior cambio de nombre a Granada 74, en 2008 firma con el Águilas CF. En 2009 vuelve a Granada para firmar con el Granada Club de Fútbol. En su primer año, disputa la titularidad contra Raúl Fernández. Juega de titular en varios partidos, y en el decisivo del ascenso contra la AD Alcorcón. En los dos años siguientes, desempeña el papel de suplente. El 22 de junio de 2012, el Granada Club de Fútbol anuncia que no le renovará el contrato. 
En agosto del año 2012 cierra su vinculación con el Club Deportivo Lugo, y pasa a formar parte de su plantilla. Se convirtió en un ídolo en la ciudad lucense, donde atajó hasta 2017, jugando 132 partidos en Segunda División.
En la temporada 2017-18 pasa al Elche y es el arquero titular del ascenso a la Segunda División. En la temporada 2018-19 sigue atajando en el Elche en Segunda División, pero pierde la titularidad con la llegada de Édgar Badía en el mercado invernal.
En junio de 2019, abandona el Elche CF de la Segunda División y con 39 años firma con el CD Alcoyano de Tercera División para intentar devolverlo a Segunda División B.
En la temporada 2020/21 el CD Alcoyano volvió a Segunda B sin haber llegado a disputar la final del play-off de ascenso debido a la pandemia del Covid-19.
El 20 de enero de 2021 disputó con 41 años de edad un encuentro correspondiente a los dieciseisavos de final de la Copa del Rey frente al Real Madrid donde el conjunto alicantino consiguió eliminar al equipo blanco con un marcador de 2-1 clasificándose su equipo para octavos siendo él el mejor jugador y siendo este su mayor logro a lo largo de su carrera. El portero tras rescindir su contrato con el CD Alcoyano en verano de 2022, fichó por el  Athletic Torrellano aunque quería acabar su carrera en el club de la moral.
En 2023 jugó para el equipo El Barrio en la Kings League, proclamándose campeón del 1º split y teniendo un papel notable en la consecución del título. Tras esta breve etapa continuaría jugando en el Athletic Torrellano de la Tercera Federación.

## Clubes
- Actualizado a 27 de abril de 2024.[9]

| Club                     | País                | Año                 | Partidos | Goles |
| ------------------------ | ------------------- | ------------------- | -------- | ----- |
| Real Valladolid B        | España              | 1998-1999           | 1        | 0     |
| CD Ourense               | España              | 1999-2002           | 14       | 0     |
| Celta de Vigo B          | España              | 2002-2004           | 74       | 0     |
| Celta de Vigo            | España              | 2002-2004           | 2        | -2    |
| CD Ourense               | España              | 2004-2005           | 23       | 0     |
| CF Ciudad de Murcia      | España              | 2005-2007           | 54       | -62   |
| Granada 74               | España              | 2007-2008           | 9        | -13   |
| Águilas CF               | España              | 2008-2009           | 38       | 0     |
| Granada CF               | España              | 2009-2012           | 3        | -3    |
| CD Lugo                  | España              | 2012-2017           | 135      | -156  |
| Elche C. F.              | España              | 2017-2019           | 57       | -59   |
| CD Alcoyano              | España              | 2019-2022           | 44       | -36   |
| Athletic Club Torrellano | España              | 2022-2024           | 51       | -61   |
| Total en su carrera      | Total en su carrera | Total en su carrera | 505      | -392  |

## Campeonatos nacionales
| Título                        | Club        | País   | Año     |
| ----------------------------- | ----------- | ------ | ------- |
| Segunda División B -Grupo IV- | Granada CF  | España | 2009-10 |
| Tercera División de España    | CD Alcoyano | España | 2019-20 |
| Kings League                  | El Barrio   | España | 2023    |